# Fingland Burn
Der Fingland Burn ist ein Wasserlauf in Dumfries and Galloway, Schottland. Er entsteht südlich des Clagberry Hill und fließt in südwestlicher Richtung bis zu seiner Mündung in das Logan Water.